# Malia parte seconda
Malia parte seconda è un album in studio del cantautore Massimo Ranieri. È la seconda parte dell'album Malia - Napoli 1950-1960, che racchiude quelle canzoni napoletane che sono diventate celebri tra il 1950 e il 1960 rivisitate in chiave jazz grazie alla partecipazione dei musicisti Rita Marcotulli, Riccardo Fioravanti, Enrico Rava e Stefano Bagnoli.

## Tracce
1. Che t'aggia dì
2. Dove sta Zazà
3. Giacca rossa 'e russetto
4. Indifferentemente
5. Torero
6. Vieneme 'nzuonno
7. Strada 'nfosa
8. Tammuriata nera
9. Malafemmena
10. Musetto
11. Luna rossa